# یواس‌اس ویتمن (دی‌ئی-۲۴)
یواس‌اس ویتمن (دی‌ئی-۲۴) (به انگلیسی: USS Whitman (DE-24)) یک کشتی بود که طول آن ۲۸۹ فوت ۵ اینچ (۸۸٫۲۱ متر) بود. این کشتی در سال ۱۹۴۳ ساخته شد.